# Parepistaurus crassicercus
Parepistaurus crassicercus är en insektsart som beskrevs av Boris Petrovich Uvarov 1953. Parepistaurus crassicercus ingår i släktet Parepistaurus och familjen gräshoppor. Inga underarter finns listade i Catalogue of Life.